# Oshiete A to Z
Oshiete A to Z (jap. おしえて A to Z) – osiemnasty singel japońskiej piosenkarki Yukari Tamury, wydany 27 stycznia 2010. Utwory Oshiete Ato Z i Hadashi no Princess zostały wykorzystane jako odpowiednio opening i ending anime B Gata H Kei, a Namida no Loop użyto w zakończeniach programu radiowego Tamura Yukari no Itazura Kuro Usagi (jap. 田村ゆかりのいたずら黒うさぎ). Singel osiągnął 7 pozycję w rankingu Oricon i pozostał na niej przez 6 tygodni, sprzedał się w nakładzie 19 070 egzemplarzy.

## Lista utworów
| Nr | Tytuł                                                              | Słowa         | Kompozycja   | Aranżacja    | Czas |
| -- | ------------------------------------------------------------------ | ------------- | ------------ | ------------ | ---- |
| 1. | "Oshiete Ato Z" (jap. おしえて A to Z)                             | Manami Fujino | Masatomo Ōta | Masatomo Ōta | 4:04 |
| 2. | "Hadashi no Princess" (jap. 裸足のプリンセス Hadashi no Purinsesu) | Manami Fujino | Masatomo Ōta | Masatomo Ōta | 4:30 |
| 3. | "Namida no Loop" (jap. 涙のループ Namida no Rūpu)                  | Gorō Matsui   | Masatomo Ōta | Masatomo Ōta | 5:00 |